# Заврелє
42°37′ пн. ш. 18°13′ сх. д. / 42.62° пн. ш. 18.21° сх. д.
Заврелє (хорв. Zavrelje) — населений пункт у Хорватії, у Дубровницько-Неретванській жупанії у складі громади Жупа Дубровацька.

## Населення
Населення за даними перепису 2011 року становило 171 осіб.
Динаміка чисельності населення поселення: